# Palpomyia spinulosa
Palpomyia spinulosa är en tvåvingeart som beskrevs av Maurice Emile Marie Goetghebuer 1935. Palpomyia spinulosa ingår i släktet Palpomyia och familjen svidknott.
Artens utbredningsområde är Kongo. Inga underarter finns listade i Catalogue of Life.